# Sokol (Žiar)
Sokol (1 013 m n. m.) je druhý nejvyšší vrchol pohoří Žiar. Nachází se ve stejnojmenném geomorfologickém podcelku, v nejvyšší, severovýchodní části pohoří, nad obcí Abramová.

## Přístup
Na vrchol nevede turistická značka a je přístupný lesem z Polerieky nebo po hřebeni z nedalekých Chlievísk .